# Запорожский абразивный комбинат
Публичное акционерное общество «Запорожский абразивный комбинат» — украинское предприятие с полным производственным циклом, производящее абразивную  продукцию.

## Продукция
Основная продукция комбината:
- шлифовальные материалы из электрокорунда нормального, карбида кремния чёрного, карбида кремния зелёного в виде зерна, шлифпорошков и микрошлифпорошков;
- тугоплавкие соединения (карбид бора, нитрид бора);
- абразивный инструмент на керамической и бакелитовой связках;
- керамические связки для абразивного инструмента;
- шлифовальная шкурка и изделия из неё;
- отрезные и зачистные круги;

## История
Завод был введён в эксплуатацию в марте 1939 года под названием Днепровский карборундовый завод, его основной продукцией был карбид кремния.
Директором был назначен Петр Решетняк.
После начала Великой Отечественной войны завод был эвакуирован в Ташкент, его восстановление на Запорожской промплощадке началось в июле 1946 года. В этом же году завод был переименован в Запорожский завод абразивных изделий.
В 1952 году завод приступил к выпуску электрокорунда нормального, в марте 1954 года — шлифовального зерна, в 1956 году — абразивного инструмента. 
В 1957 году директором становится Евгений Вуколов. 
в 1959 году — создано производство тугоплавких соединений - карбид бора и  нитрида бора.
В 1964 году должность директора занимает Алексей Порада.
C 1966 году завод получил новое название — Запорожский абразивный комбинат.
16 мая 1971 года комбинат был награждён Орденом Ленина.
В 1970 году комбинат начал производить микропорошки из электрокорунда нормального. В 1976 году — шлифовальные шкурки на синтетических смолах, а в 1981 году — изделия из неё.
В 1994 году произошло изменение формы собственности, комбинат был преобразован в открытое акционерное общество.
В 1998 году контрольный пакет акций приобрела фирма «Бринкфорд». В 2010 году ЗАО «Бринкфорд» (Киев) принадлежало 64,94 % акций комбината, а 10,76 % — Rinabeil Trading Limited (Кипр).
1999 председателем правления акционерного общества становится Анатолий Береза.
В 2011 году Запорожский абразивный комбинат преобразован в публичное акционерное общество.